# الحيد المرجاني العظيم
الحيّد المرجاني العظيم يقع بالقرب من ولاية كوينزلاند بشمال أستراليا ويمتد لمسافة 2300 كيلومتر، اكتشفه جيمس كوك عام 1770.
وهو تشكيل ضخم من الشعاب المرجانية يعتبر أكبر حيّد طبيعي على وجه المعمورة، ويضم أكثر من 350 نوعية من المرجان. وهو يعد من عجائب المخلوقات. وتأتي تسمية الحيّد للتشكيلات المرجانية نظراً لكونها تبرز فوق سطح البحر، والحيد بالعربية هو ما برز من الشيء. ويعد الحيّد المرجاني العظيم أحد أهم المواقع للغطس والغوص، فهو يشكل موئلاً لعدد هائل من الحيوانات والنباتات البحرية، ومثل مصدراً لغذائها، حتى أنه يماثل دغلاً يعج بالمخلوقات.ويعاني الحيد المرجاني في الوقت الراهن مشاكل كبيرة تتربص بسلامته وبقائه، بسبب التلوث الحاصل في مياه البحر وارتفاع نسبة الكربون المنحل في مياه المحيطات بفعل الاحتباس الحراري.

## المظاهر الطبيعية

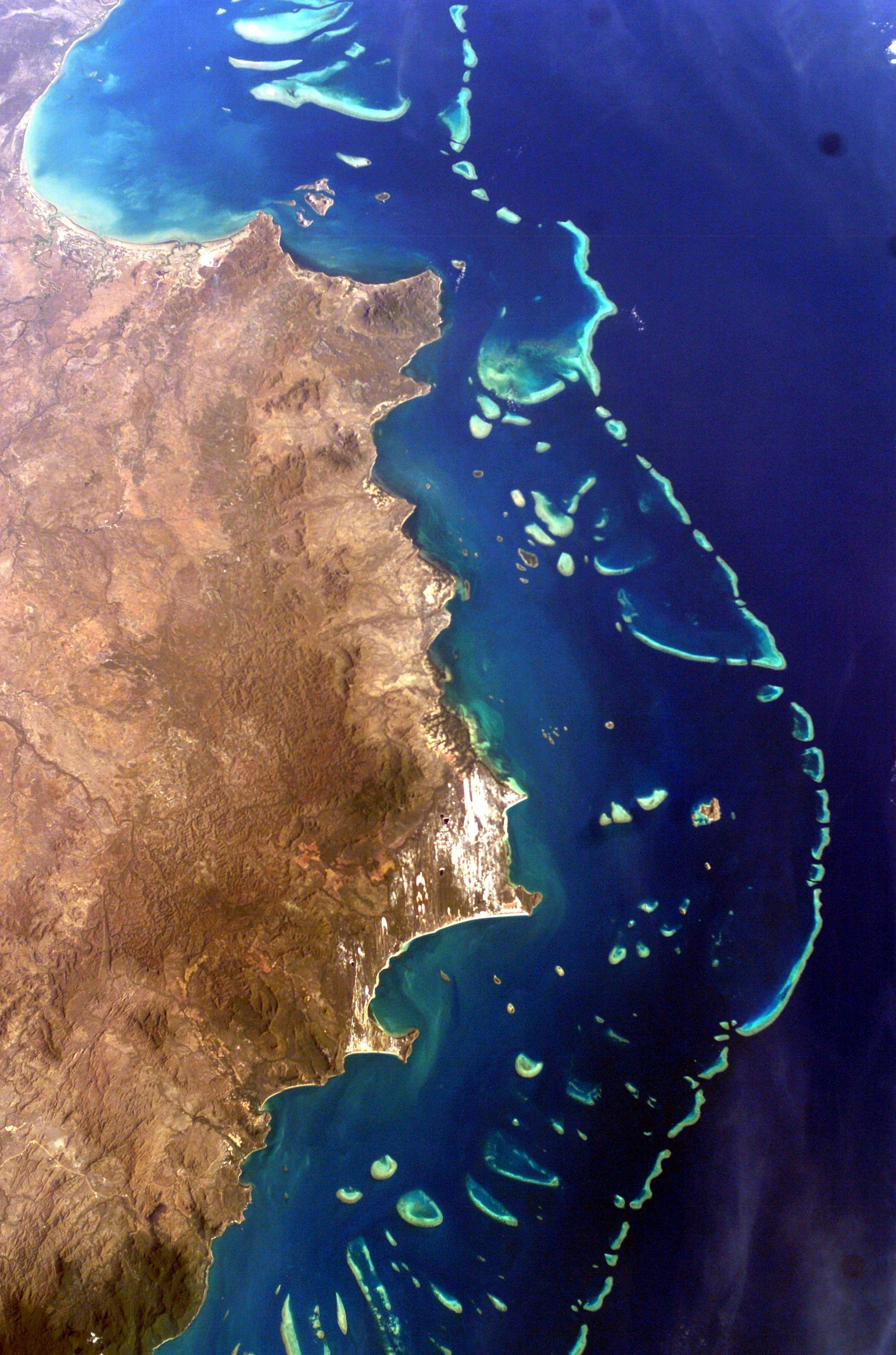
المظاهر الطبيعية

يعتقد الخبراء أن أجزاءً من الحاجز المرجاني يُمكن أن يعود تاريخها إلى مايقْرُب من 18 مليون سنة، إلا أنَّ معظم التشكيلات التي تُشاهد اليوم قد تكونت أثناء المليوني سنة الأخيرة. ويبلغ عمر الطبقات العليا من الشِّعاب بالقرب من سطح البحر أو من مستواه الحالي أو قربه نحو 125,000 سنة. وسمح هذا المستوى بتكوين الشِّعاب على النتوء القاري لأستراليا.
كان مستوى سطح البحر مُنخفضًا عن مستواه الحالي بمقدار 130م قبل نحو 20 ألف سنة، عندما كانت مُعظم مياه الأرض متحولة إلى جليد. ففي ذلك الوقت، كان مُعظم النتوء القاري لأستراليا مكشوفًا مثل سهل ساحلي؛ وكانت الشِّعاب الموجودة الحالية تلالاً من الحجر الجيري صاعدة من السهل. وعندما بدأ مستوى سطح البحر في الارتفاع مرة أخرى منذ حوالي 18ألف سنة؛ غُمرت التلال بالمياه، وأخذت الشِّعاب المرجانية في النمو مرةً ثانية في البحار الجديدة والضحلة. وغالبًا ما وفرت الشِّعاب القديمة أفضل الأساسات لهذا النمو الجديد. بينما غَمَر البحر الآخذ في الارتفاع السهل الساحلي وانقطع عدد من سلاسل الجبال عن الأرض الأم، وتحولت إلى جُزر قارية، مرتفعة وصخرية. وهناك 616 جزيرة قارية في منطقة الشِّعاب، ويمكن القول إن الجزيرة المغنطيسية وجزيرة ويتصاندي من أشهر تلك الجُزر القارية التي توجد حولها الشِّعاب. وتوجد معظم المُنْتجعات السياحية في منطقة الشِّعاب المرجانية الجميلة.
تختلف الجزر الصغرى المعروفة باسم الجزر المرجانية المنخفضة عن الجزر القارية. فقليل من الجزر المرجانية المنخفضة ترتفع عدة أمتار ولا تزيد مساحتها عن عدة هكتارات، ومن الناحية التشكيلية تُعد جزءًا من الحاجز المرجاني الكبير. والجزر المرجانية المنخفضة تتكون من تراكم الرمل والحصى والحجارة معًا، قامت به تيارات المد والجزر والأمواج والرياح فوق أسطح شعب مرجانية ممتدة. وتأتي هذه المواد أساسًا من مُكونات المرجان والمحار، وكذلك من نباتات الصخور التي تُسمى الطحالب. ومع مرور الوقت تُصبح هذه البقايا الميتة متينة بصورة كافية لكي تنمو الخضرة عليها. وعلى الرغم من أن نباتات الشاطئ الصغرى هي أول ما ينمو، إلا أنه بمرور الوقت يمكن أن تنمو غابة كثيفة على هذه الجزر. والجزيرة الخضراء بالقرب من الساحل عند مدينة كيرنز، ماهي إلا شعاب من هذا النوع من الجزر . ويوجد في منطقة الحاجز المرجاني الكبير 205 جزيرة مرجانية منخفضة خالية من النباتات وأكثر من 65 جزيرة مرجانية ذات نباتات.

## المناخ

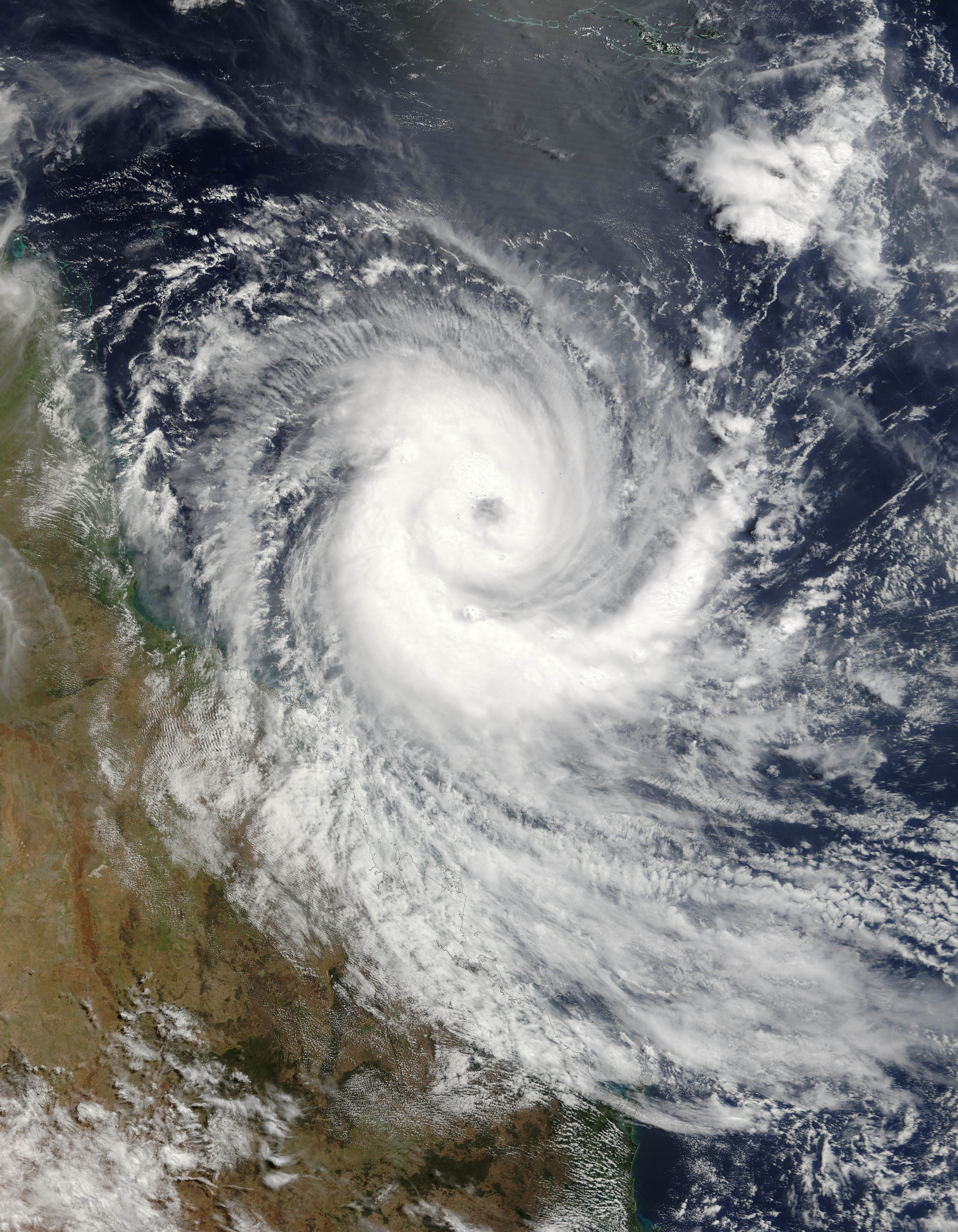
المناخ.

يختلف مناخ الحاجز المرجاني الكبير من الشمال إلى الجنوب؛ فالشمال ذو مناخ مداري ورطوبة عالية وموسم أمطار في شهر يناير. أما الجنوب فهو أكثر اعتدالاً وذو مناخ شبه مداري إلى معتدل، ونادرًا ما تنخفض درجة حرارة مياه الحاجز المرجاني الكبير عند القرى السياحية الجنوبية عن20°م.

## الحياة البحرية

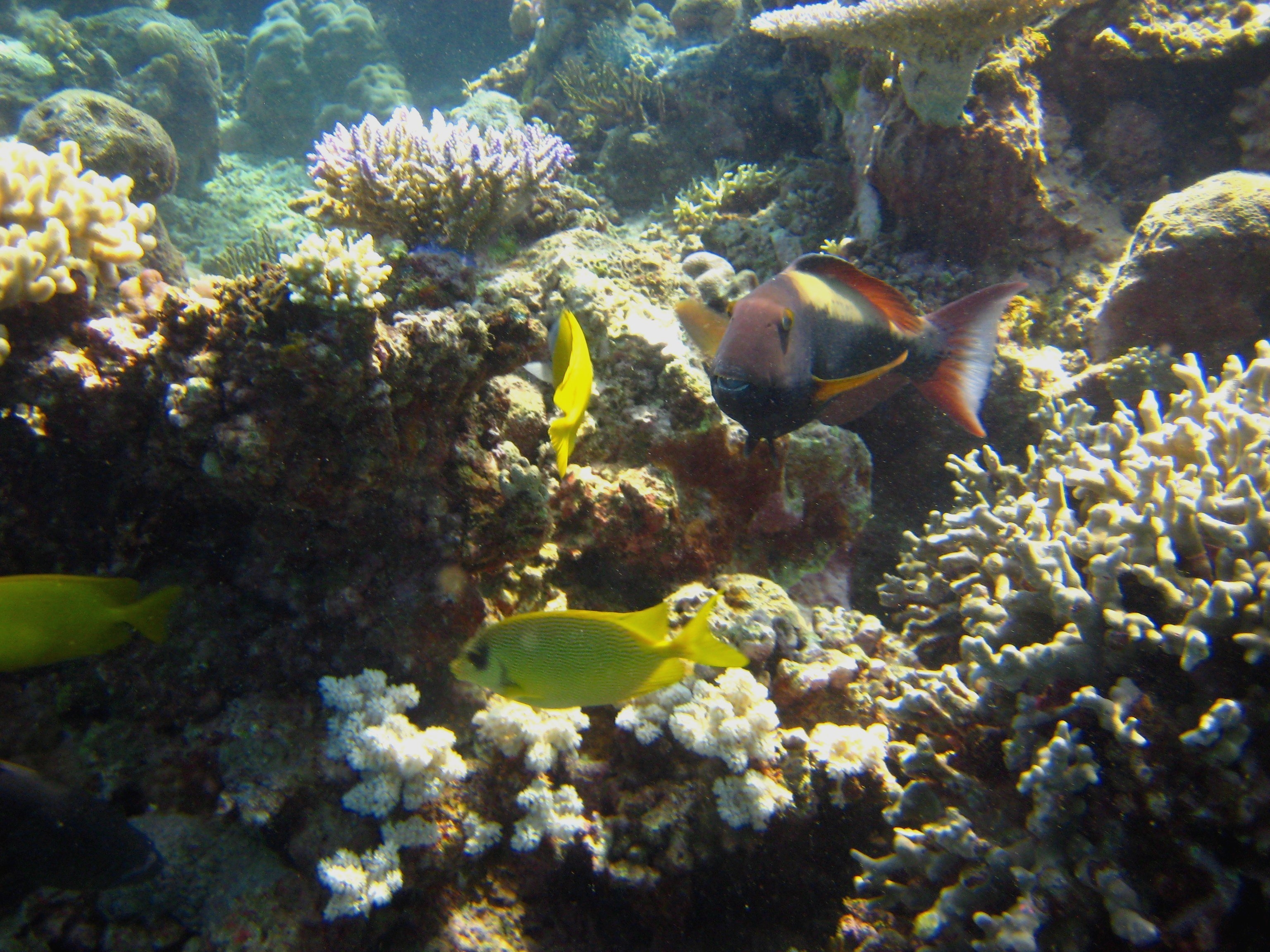
الشعب المرجانية.

تتكون الشِّعاب المرجانية من بلايين الحيوانات الدقيقة التي تُسمى البوالب المرجانية. والنباتات التي تسمى الطحالب المرجانية، وتقوم هذه النباتات والحيوانات بترسيب الحجر الجيري. وتتكون الشعبة عندما تتحد الشِّعاب المرجانية الميتة مع هياكل الطحالب المرجانية بفعل الحجر الجيري التابع لهما. مع مرور آلاف السنين قد تُكوِّن الشِّعاب المرجانية المرتبطة بعضها مع بعض شعبة يبلغ سمكها عدة أمتار ذات طبقة خارجية رفيعة من الشِّعاب المرجانية الحية.
والشِّعاب المرجانية التي تَبْني صخورًا تنمو على نحو أفضل عند توافر الظروف التي توفر أشعة الشمس وتثبِّت درجة حرارة المياه عند 20°م أو أكثر وحيث تحتاج إلى مزيج جيد من الماء والهواء، ومخزون جيد من المواد الغذائية. وعادة ما تتوافر هذه الظروف في منتصف مستويات المد وإلى عمق 40م. وتنمو بعض أنواع الشِّعاب المرجانية في مياه يصل عمقها إلى 120م، إلا أن هذه الشِّعاب ليست من بانيات الصخر المهمة.
تشمل الشعبة المرجانية الكثير من أنواع مرجان قرن الغزال، والمرجان المخيّ، والمرجان المخروطي، والمرجان الجبلي. ويتأتى لون الشِّعاب المرجانية التي تبني صخورًا من الصبغات الموجودة في أنسجة البولب (زهر البحر). فعندما تموت مستوطنة من الشِّعاب المرجانية لا يبقى منها سوى الهيكل الجيري الأبيض. ويرجع نجاح الشِّعاب المرجانية في بناء الصخور، إلى حد ما، إلى وجود نباتات دقيقة وحيدة الخلية تسمى الحيوانات الصفراء . وتعيش داخل خلايا أنسجة البولب (زهر البحر). وتقوم الحيوانات الصفراء، مثل سائر النباتات، باستخدام الطاقة من ضوء الشمس لإنتاج المواد التي تُستخدم في تغذيتها وتكاثرها. وبذلك فهي تستفيد من ثاني أكسيد الكربون الذي تنتجه الشعاب المرجانية كما تقوم بنقل بعض المواد إلى الشِّعاب المرجانية. ويساعد وجودها البوالب على زيادة معدل إفرازها للهياكل الجيرية.
تُؤوي الشِّعاب المرجانية أنواعًا من السمك أكثر من أي بيئة أخرى. وهناك نحو 3,000 نوع معروف من الأسماك يعيش في البحار حول أستراليا. وقرابة 1,500 من تلك الأنواع في مناطق الشِّعاب. فأنواع السمك الملائكي والقد وشيطان البحر والأسقمري وسمكة الفراشة والسرغون تعيش كلها وتتكاثر في مياه الصخور. وتوجد كذلك ثلاثة أنواع من السلاحف البحرية: الخضراء، وسلحفاة البحر، وكبيرة الرأس، في مياه الشِّعاب، وتتكاثر على شواطئ بعض الجزر المرجانية المنخفضة. ومن أنواع المحار التي يبلغ عددها عشرة آلاف؛ يعيش أربعة آلاف نوع على الشعاب المرجانية أو بالقرب منها. وتشمل الحيوانات الأخرى التي تعيش في مياه الصخور السرطانات والروبيان أوالقريدس، وجراد البحر، وقنفذ البحر، ونجم البحر، وخيار البحر والمرجان الرخو، ومروحة البحر، والإسفنجيات وشقائق البحر والديدان.